# Mohamed Diab
Mohammed Diab (en arabe : محمد دياب) est un réalisateur, scénariste et écrivain égyptien dont le travail est principalement centré sur les évolutions de la société égyptienne. Il est surtout connu pour son film Les Femmes du bus 678 qui traite du harcèlement sexuel des femmes dans la ville du Caire. Figure du cinéma indépendant égyptien, réalisateur de Clash (2016), il est également connu pour la réalisation de la série Moon Knight (2022), pour la plateforme Disney+.

## Biographie
Après des études commerciales, il travaille deux ans dans une banque américaine. Puis il décide de s'orienter délibérément vers le cinéma, et reprend des études à la New York Film Academy. Il intervient ensuite comme scénariste et participe à ce titre à l'écriture de plusieurs films qui rencontrent le succès, dont El Gezira (The Island) considéré l'un des plus grands succès commerciaux du cinéma égyptien.
Pour son premier long métrage comme réalisateur, il s’est inspiré d’un fait de société réel, datant de 2008 : le premier procès intenté par une femme en Égypte pour harcèlement sexuel,. Son deuxième long-métrage, Clash (Eshtebak), aborde le sujet de l'intégrisme musulman dans un thriller, et a été présenté au festival du film de Cannes, en sélection officielle, en ouverture de la catégorie Un certain regard,.
En 2020, Mohamed Diab est annoncé à la direction de la série Marvel Studios, Moon Knight, pour la plateforme Disney+.

## Filmographie

### Comme scénariste
| Année | Titre                         | Notes                                     |
| ----- | ----------------------------- | ----------------------------------------- |
| 2016  | Clash                         | co-écrit avec Khalid Diab                 |
| 2014  | El Gezira 2 (The Island 2)    | co-écrit avec Khalid Diab et Sherine Diab |
| 2014  | Décor                         | co-écrit avec Sherine Diab                |
| 2010  | Les Femmes du bus 678         |                                           |
| 2009  | Alf Mabrouk (Congratulations) | co-écrit avec Khalid Diab                 |
| 2009  | Badal Fa'ed                   |                                           |
| 2007  | El Gezira (The Island)        |                                           |
| 2007  | Ahlam Hakekeya                |                                           |

### Comme réalisateur
- 2010 : Les Femmes du bus 678 (678)
- 2016 : Clash
- 2021 : Amira
- 2022 : Moon Knight (série télévisée)